# 谷象剑柱虫
谷象剑柱虫（学名：Xiphostylus trogon）为针球虫科剑柱虫属的动物。分布于西太平洋热带区，包括东海等海域。